# Анадиу
Анадиу (на гръцки: Αναδιού, Анадю̀) е село в Кипър, окръг Пафос. Според статистическата служба на Република Кипър през 2001 г. селото има 6 жители.
В миналото е населявано предимно от кипърски турци. Намира се на 3 км североизточно от Фити.